# Diedickea cylindrospora
Diedickea cylindrospora är en svampart som beskrevs av Petr. & Cif. 1932. Diedickea cylindrospora ingår i släktet Diedickea, divisionen sporsäcksvampar och riket svampar.   Inga underarter finns listade i Catalogue of Life.